# Beejadwaya bispora
Beejadwaya bispora är en svampart som först beskrevs av Matsush., och fick sitt nu gällande namn av Chirayathumadom Venkatachalier Subramanian 1978. Beejadwaya bispora ingår i släktet Beejadwaya, divisionen sporsäcksvampar och riket svampar.   Inga underarter finns listade i Catalogue of Life.